# Bacino carbonifero di Jharia

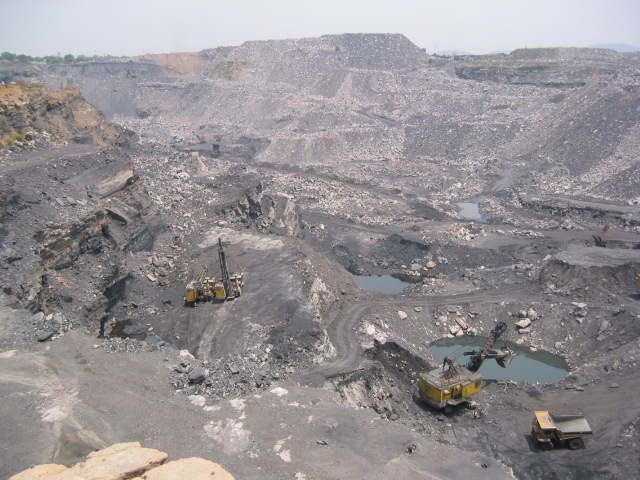
Una miniera del bacino carbonifero di Jharia

Il bacino carbonifero di Jharia è un grande giacimento di carbone situato nell'est dell'India a Jharia, nello stato dello Jharkhand. Quello di Jharia rappresenta la più grande riserva di carbone in India, stimata in 19,4 miliardi di tonnellate di carbone. Il bacino è un importante contributo all'economia locale, impiegando gran parte della popolazione locale direttamente o indirettamente.
Nei giacimenti si sono sviluppati degli incendi sotterranei, a partire almeno dal 1916, che hanno causato la combustione di 37 milioni di tonnellate di carbone e un significativo cedimento del suolo, con inquinamento dell'acqua e dell'aria nelle comunità locali, compresa la città di Jharia. L'inquinamento risultante ha portato alla costituzione di un'agenzia governativa per lo spostamento delle popolazioni locali; sono stati fatti pochi progressi nel trasferimento.

## Giacimento

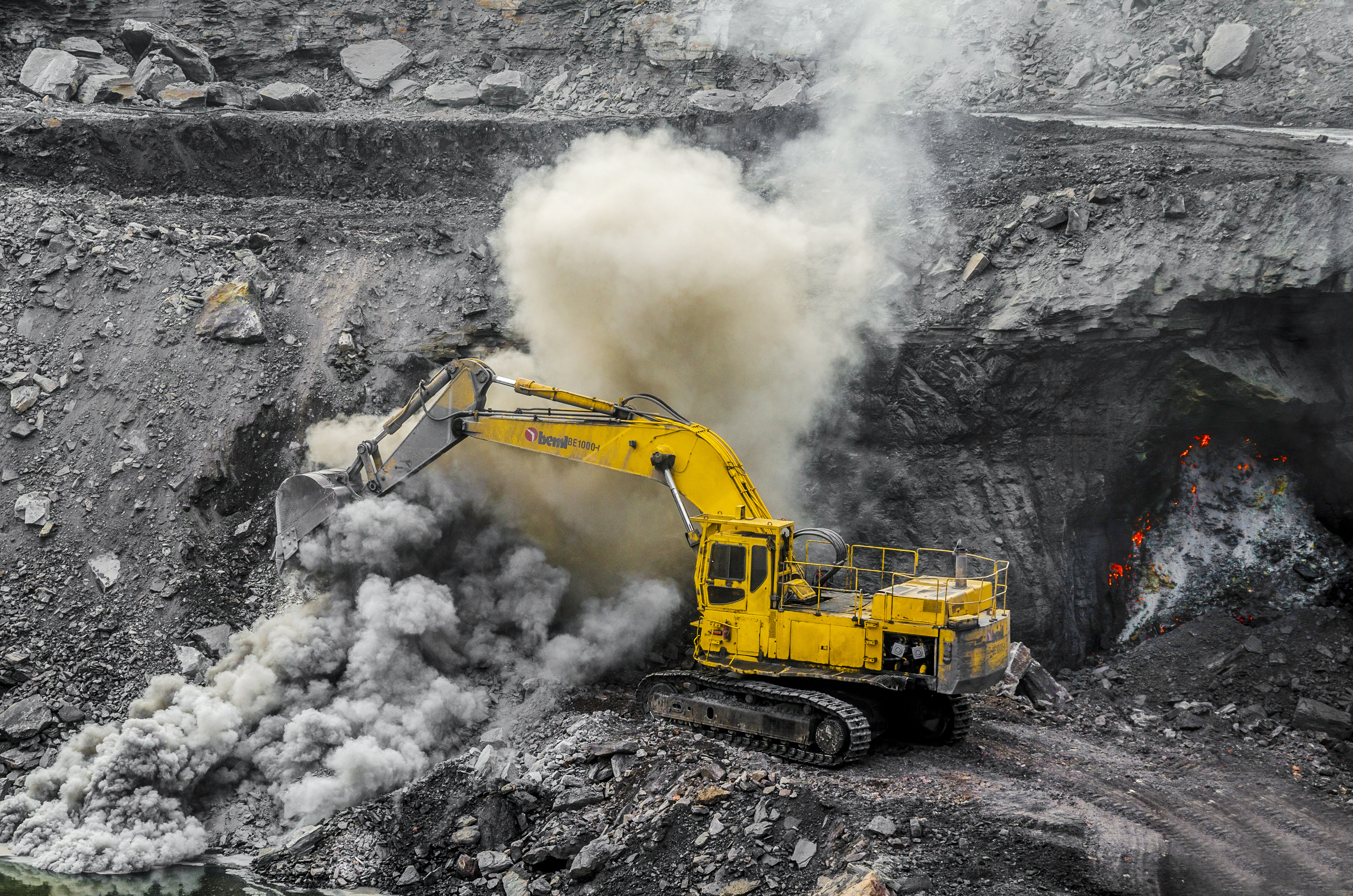
Una delle miniere di carbone di Jharia

Il giacimento di carbone si trova nella valle del fiume Damodar, si estende per circa 280 km2 e produce carbone bituminoso adatto per il coke. La maggior parte del carbone indiano proviene da Jharia. Le miniere di carbone di Jharia costituiscono la riserva più importante dell'India di carbone coke di prima qualità utilizzato negli altiforni; vi sono 23 grandi miniere sotterranee e nove grandi miniere a cielo aperto.

## Storia
Le attività minerarie in questo bacino carbonifero iniziarono nel 1894 e si intensificarono dal 1925. I primi indiani ad arrivare e rompere il monopolio degli inglesi nell'estrazione del carbone furono gli appaltatori ferroviari gujarati di Kutch alcuni dei quali decisero di entrare nel business dell'estrazione del carbone; furono quindi i pionieri nell'estrazione del carbone a Jharia intorno al 1890-1895. Nella cintura Jharia-Dhanbad, Seth Khora Ramji Chawda fu il primo indiano a rompere il monopolio degli europei e fondò Khas Jharia, Golden Jharia, Fatehpur, Balihari, Khas Jeenagora, East Bagatdih Collieries con i suoi fratelli Teja Ramji Chawda, Jetha Lira Jethwa, Akhoy Ramji Chawda, Pachan Ramji Chowra tra il 1894 e il 1910. A Pure Jharia, Colliery Khora Ramji e fratelli erano soci di Diwan Bahadur DD Thacker. The Encyclopaedia of Bengal, Bihar & Orissa (1920) della British Gazetteer descrive Seth Khora Ramji come:
Govamal Jivan Chauhan è anche un altro minatore menzionato dagli inglesi nel Gazetteer che fondò miniere di carbone a Tisra, Budroochuck e Pandeberra intorno al 1908-1910, Jagmal Raja Chauhan possedeva la miniera di Rajapore con Manji Jeram di Madhapar mentre Khimji Walji possedeva le miniere di Tisra. I migranti presero in affitto i campi di estrazione del carbone dal Raja di Jharia in varie località per avviare miniere di carbone a Khas Jharia, Jamadoba, Balihari, Tisra, Katrasgarh, Kailudih, Kusunda, Govindpur, Sijua, Sijhua, Loyabad, Joyrampur, Bhaga, Matadih, Mohuda, Dhansar, Bhuli, Bermo, Mugma, Chasnala, Bokaro, Bugatdih, Putki, Pandibri, Rajapur, Jeenagora, Gareria, Chirkunda, Bhowrah, Sinidih, Kendwadih, Dumka, ecc.

### Incendio nel campo carbonifero
Jharia è famosa per un incendio di un campo carbonifero che brucia sottoterra da oltre un secolo. Una stima del 2007 descriveva 37 milioni di tonnellate di carbone consumate dall'inizio degli incendi.
Il primo incendio fu rilevato nel 1916. Secondo i documenti, furono le miniere Khas Jharia di Seth Khora Ramji Chawda (1860-1923) che fu un pioniere delle miniere di carbone indiane, tra le prime a subire un incendio sotterraneo nel 1930. Due delle sue miniere di carbone, Khas Jharia e Golden Jharia, che operavano su pozzi profondi al massimo 78 metri, crollarono a causa degli ormai famigerati incendi sotterranei, in cui venne coinvolta anche la sua casa, l'8 novembre 1930, causando un cedimento del terreno di circa 5 metri. L'incendio non si fermò mai nonostante gli sforzi del dipartimento delle miniere e delle autorità ferroviarie e nel 1933 i crepacci fiammeggianti portarono all'esodo di molti residenti. Il terremoto Nepal-Bihar del 1934 portò a un'ulteriore propagazione del fuoco e nel 1938 le autorità avevano dichiarato che c'era un violento incendio sotto la città con 42 miniere di carbone su 133 in fiamme.
Nel 1972 in questa regione furono segnalati più di 70 incendi di miniere. Nel 2007, più di 400.000 persone di Jharia vivevano su un terreno in pericolo di cedimento a causa degli incendi e secondo Satya Pratap Singh "il comune di Jharia è sull'orlo di un disastro ecologico e umanitario". Il governo è stato criticato per un atteggiamento apparentemente apatico nei confronti della sicurezza della popolazione di Jharia. I forti fumi emessi dagli incendi portano a gravi problemi di salute come disturbi respiratori e malattie della pelle tra la popolazione locale.